# Navyfield
Navy Field è un MMOTSG, acronimo di Massive(ly) Multiplayer Online Tactics Simulation Game (una versione prettamente tattica del più conosciuto MMORPG), sviluppato dalla SD Enternet, softwarehouse della Corea del Sud, che ha visto la luce nel 2002 e che si basa sulla rivisitazione in chiave tattica/simulata gli scontri navali tra unità di superficie del periodo della Seconda Guerra Mondiale: ad affrontarsi, oltre ad una fazione neutrale limitata solo alle classi fregate (FF) e cacciatorpediniere (DD), troviamo la Marina di Sua Maestà Britannica (RN, acronimo de "Royal Navy - United Kingdom"), la flotta statunitense (USN, acronimo de "United States Navy - USA"), la Marina Imperiale Giapponese (IJN, acronimo de "Imperial Japanese Navy" - JAP) e la Marina del Reich (KM, acronimo de "Kriegsmarine" - GER), la Marina Nazionale Francese (MN, acronimo de "French Marine Nationale - FRA), la Marina Sovietica (SN, acronimo di "Soviet Navy - URSS) ed infine la Regia Marina italiana (RM, acronimo di "Regia Marina" - ITA).
'
1. [[]]'== Modalità di accesso ed account ==

Una delle principali innovazioni di Navy Field, a parte la trasposizione degli scontri online tra fazioni/clan dalle consuete lands fantasy online alle distese marine, è stata la non necessità da parte del giocatore di investire denaro per poter giocare.
Infatti, una volta aver registrato l'account utente ed aver scaricato dal sito ufficiale il software, si può iniziare a giocare, usufruendo di un account gratuito fino al livello 30 (trenta) esente da malus.

## Silver Account
È l'account free, ovvero gratuito: dal livello 1 al 30, il giocatore recepisce il 100% di crediti, denaro ed esperienza e, nelle prime 24 ore dell'attivazione dell'account, ha la possibilità di provare la corazzata Super Yamato, della Marina Imperiale Giapponese, in una mappa apposita.
Superato il livello 30, che ha la finalità di far entrare nell'ottica del gioco il videogiocatore e fargli prendere pratica con i comandi, si subisce una penalità del 40% (quaranta) nell'accumulo di denaro e crediti, utilizzati per l'acquisto di nuove unità, armi ed equipaggi.

## Gold Account
Prevede un accumulo del 40% di esperienza, denaro e crediti in più per i giocatori, rapportato all'esito finale della battaglia (vittoria o sconfitta), con un investimento di $7.99/mese.
A partire dal febbraio del 2009, tale tipologia di account non è più disponibile.

## Premium Account
Oltre ai benefici del Gold, l'utente riceve un ulteriore bonus di 1000 crediti, denaro ed esperienza ogniqualvolta rimane in gioco, sia come giocante, sia come spettatore, ovvero utente che è stato affondato ma che non ha lasciato il campo di battaglia, per un tempo di 5 (cinque) minuti; tale account richiede un investimento di $ 11.99/mese.
Dal febbraio del 2009, questo è l'unica tipologia di account disponibile: la SD Enternet ha deciso la sospensione del Gold Account in seguito alla sottoscrizione da parte degli utenti del Premium Account in preponderanza; tale sospensione è stata affiancata dalla diminuzione del costo di 2 dollari, facendo passare il Premium Account da $ 11.99 a $ 9.99.

## Scopo del gioco
Lo scopo del gioco è sviluppare l'abilità del proprio equipaggio, acquistare nuove unità ed affondare gli avversari, negli scontri in varie modalità di gioco.
Ogni nuovo utente, a partire dall'estate del 2008, per esser invogliato a giocare, riceve, dopo aver effettuato la registrazione, installazione ed avvio del gioco, con selezione del server desiderato (sono, ad oggi, disponibili tre servers ufficiali), un account "Silver" che, fino al livello 30 (trenta), non presenta l'handicap.
Inoltre, vengono forniti una serie di membri "speciali" dell'equipaggio, definiti "Elite Sailors" (Marinai d'Elite, contraddistinti dal nome in giallo), unità  vendibili, che presentano caratteristiche peculiari massimizzate, designate dal titolo/nome dell'unità (es: Bridge Operator, il comandante del vascello, avrà la caratteristica Potential a 16, fondamentale per avere un ottimo comandante), a scapito di altre, non necessarie/peculiari per la tipologia di unità scelta.
Oltre a queste unità, otto in tutto (1 Operator - comandante, 2 Gunners - cannonieri, 3 Support Sailors - marinai di servizio, 2 Secondary Armament Sailors - armieri ed 1 Pilot - pilota).
All'inizio del gioco, l'unica unità disponibile sarà una fregata, non schierata con le potenze della WWII (World War II, ovvero Seconda Guerra Mondiale), in cui sarà sufficiente imbarcare 4 (quattro) marinai per poter giocare (1 operatore, 2 cannonieri ed un marinaio di servizio predisposto alla riparazione dei danni).
Una volta "preso il largo", basta entrare in una delle varie stanze o crearne una ed attendere l'avvio della sessione di gioco, gestita dal Master, ovvero un utente che crea la stanza (hosta, anche se il termine è improprio, in quanto il master si limita a creare la stanza e non ad hostarla sul proprio PC).

## Modalità di gioco
La partita viene a svilupparsi con le modalità del deathmatch a squadre: all'atto della chiusura della stanza, si configura in una divisione in due schieramenti, il Team Alpha ed il Team Bravo; la disposizione è automatica, fatta dal server, ma modificabile dal master (infatti, non sempre il server esegue un bilanciamento "bilanciato": spesso i master eseguono il bilanciamento in manuale, rendendo lo scontro, in linea teorica, più equilibrato e longevo).
Al momento, gli altri 5 team sono disabilitati in seguito alla presenza di alcuni bugs di gioco in via di sistemazione.

### Blitzkrieg
Previsto per un minimo* di 12 (dodici) giocatori, ad affrontarsi si troveranno unità delle classi FFs (Frigates - fregate), DDs (Destroyers - cacciatorpediniere), CL (Light Cruisers - incrociatori leggeri), CA (Heavy Cruisers - incrociatori pesanti), CV (Carrier Vessels - portaerei), BC (Battle Cruisers - incrociatori da battaglia), con il vincolo del livello massimo fissato a 60.

### BB & CA Mode
In questa modalità di scontro, solo le CA e le BB (Battle ships - corazzate da battaglia o, semplicemente, corazzate) prendono parte allo scontro.

### CV Mode
In questa modalità di scontro si affrontano esclusivamente le CV.

### FF & DD Mode
Solo le FF ed i DD possono accedere a tale tipologia di battaglia, vincolata al tetto massimo per il livello 30.

### Great Battle I
Modalità aperta a tutti in cui i giocatori, sia prima che dopo la chiusura della stanza, possono schierarsi nel Team Alpha o Bravo e successivamente spostati dal master per equilibrare lo scontro.
Tale modalità è stata tolta in quanto, all'avvio del gioco, decretato dal master e segnalato dal countdown di 10 (dieci) secondi, molti giocatori scorretti, effettuavo il salto da uno schieramento all'altro (il jump, da cui jumpers), sbilanciando lo scontro (definito dagli utenti "stack").

### Great Battle II
Modalità simile alla GBI, che l'ha sostituita, eliminando la scelta dello schieramento e limitando il bilanciamento al server ed al master: una volta avviata la sessione, i sedicenti jumpers rimangono bloccati nel proprio schieramento.
Nella GBII, possono partecipare tutti, dai livelli 1 a 120, ma con il vincolo fissato a tre tipologie di unità, oltre a quello del numero massimo di partecipanti alla stanza:
BB-BC: massimo 14 unità, 7 per team (teorico);
CV: massimo 6 unità, 3 per team (teorico);
SS: massimo 8 unità, 4 per team (teorico).
Nota: Questa modalità avrebbe, in linea teorica dovuto eliminare tale fenomeno che, tuttavia, a volte si manifesta con utenti che, volontariamente, durante il caricamento, si disconnettono, minando la giocabilità (SD Enternet ha previsto il ban dell'IP ed account per coloro che reiterano tale comportamento una volta che sono stati segnalati ed è stata comprovata la volontà nell'effettuare lo stack con la loro disconnessione).

### Harbour Assault
In questa modalità, ad affrontarsi sono non due schieramenti, ma due Flotte, ovvero due schieramenti formati da utenti appartenenti a due singoli clan: l'oggetto dello scontro è la conquista di uno dei 4 porti disponibili (1 per nazione).
Ogni porto, alla Flotta che lo possiede, genera una certa quantità di bonus, come navi uniche noleggiabili, sconti ed introiti.

### Missions
Consistono in una serie di missioni con obiettivi, con difficoltà e numero di partecipanti variabili, vincolate, oltre al livello, anche alla tipologia di nave ed armamento presente a bordo.
In questa modalità, si ha uno scontro PvE, ovvero giocatore contro computer, affrontabile in singolo o in gruppo.

### Night Battle
È una modalità di gioco in notturna, quindi con le ovvie complicazioni dettate dalla mancanza di luce naturale: una notevole diminuzione del campo visivo, ampliabile dalle unità che imbarcano aerei provvisti di razzi luminosi, definiti flares.
I due team si fronteggiano con una flotta costituita da 7 BB/BC e 3 CV massimo.

### Normal
È una modalità deathmatch a squadre libera, in cui si possono scegliere dei vincoli, come niente siluri lanciabili dalle unità di superficie, o ristretta ad una categoria di unità.
Il premio finale è basato sull'attacco finale individuale: più è alto più il guadagno è elevato.

### Operation Convoy
È la trasposizione navale di ruba la bandiera, con qualche differenza: al posto della bandiera, si ha una cassa che, all'inizio della partita, viene rilasciata nella mappa ad distanza eguale da entrambi gli schieramenti.
Scopo della partita, aperta solo a FF, DD, CL e CA, che si ripete da 3 a 7 round, in un arco di tempo variabile dai cinque ai trenta minuti per round, è trasportare la cassa nel campo avversario, in una zona designata, senza farsi affondare.
Se si viene affondati, la cassa viene persa.
Ogni giocatore affondato, riparte dalla zona iniziale nel proprio settore.

## Unità navali
Esclusa la nazione neutrale, unica a presentare le fregate, le altre quattro nazioni, presentano sette categorie di vascelli: sei di superficie ed una di sommergibili, ognuna delle quali presenta delle caratteristiche/peculiarità che le rende più efficaci o vulnerabili rispetto alle altre categorie. Inoltre, all'interno della stessa categoria sono presenti unità navali che, rispetto alle equivalenti delle altre nazioni, risultano più efficaci di altre.
In pedice ad ogni tipologia, vengono riportate le unità che, in linea teorica risultano esser più efficaci (fattori fondamentali risultano essere anche l'armamento utilizzato, corazzatura, livello equipaggio ed abilità del giocatore) - vengono escluse le unità TB -.

### Cacciatorpediniere - Destroyers DD
Unità ausiliaria di una forza d'assalto, molto utile in grandi gruppi poiché sono particolarmente veloci.
Generalmente vengono usati come scouts per la loro velocità (secondi solo alle fregate - FF) o come unità AntiSom (antisommergibili) nelle battaglie e per contrastare gli incrociatori leggeri e pesanti di bassa categoria.
In questa categoria sono inclusi i mezzi da sbarco, definiti APA per tutte le nazioni, anche se impropriamente poiché gli AP/APA erano i modelli con cui venivano designate le due tipologie di mezzi da sbarco della USN; più propriamente dovrebbero essere indicati come classi LSI/AP/APA, usati nell'Harbour Assault.
Cacciatorpediniere Antisom più efficace: Fletcher, United States Navy.
Cacciatorpediniere contraerea più efficace: DDX, United States Navy.
Cacciatorpediniere d'assalto più efficace: Z99, Kriegsmarine.

### Incrociatori leggeri - Light Cruisers CL
Unità ausiliarie di una forza d'assalto, utile per la caccia AntiSom e come unità per la contraerea.
Risultano generalmente al pari dei DD, anche se il maggior numero di cannoni e resistenza non sempre fanno la differenza: molto dipende dalla corazzatura e dalla tipologia di puntamento scelta dal giocatore.
Incrociatore leggero Antisom più efficace: M Project, Kriegsmarine.
Incrociatore leggero contraerea più efficace: Atlanta, United States Navy.
Incrociatore leggero d'assalto più efficace: Brooklyn, United States Navy.

### Incrociatori pesanti - Heavy Cruisers CA
Unità basilari di una forza d'assalto, in grado di offrire un buon volume di fuoco contro unità ausiliarie come DD e CL a lunga distanza, anche se peccano di velocità e sono particolarmente vulnerabili a queste quando sono a breve distanza ed in inferiorità numerica; anche qui, la tipologia di sistema di puntamento scelto, corazzatura e tipologia di torrette utilizzate possono fare una grossa differenza.
Incrociatore pesante Antisom più efficace: Baltimora, USN; Admiral Hipper, Kriegsmarine.
Incrociatore pesante contraerea più efficace: York, Royal Navy.
Incrociatore pesante d'assalto più efficace: Northampton (linea CV), USN - Baltimora (linea BB), USN; County, Royal Navy.

### Incrociatori da battaglia - Battle Cruisers BC
Definite anche corazzate tascabili, in una forza d'assalto vengono considerate come un'unità basilare in grado di opporre resistenza a CL di alta categoria, CA e creare problemi alle BB di bassa categoria, anche se risultano meno resistenti e potenti di queste.

### Corazzate - Battleships BB
Rappresentano il top delle unità di superficie e costituiscono, in una forza d'assalto, la colonna portante della flotta.
Le corazzate presentano elevata resistenza, armi di grosso calibro ed elevato potere offensivo, che, genericamente viene pagato al prezzo di manovrabilità e velocità. Poche sono le corazzate che, a parità di equipaggio standard (senza bonus di sorta), superano i 30 nodi di velocità massima.
Ad oggi, le corazzate vengono distinte in sei categorie diverse (la BB1 include anche i BC), che ne indicano il diverso grado di forza:

#### BB1
IJN - Kongō (incrociatore)Kongo;
KM - P Project II, Scharnhorst;
RN - Renown, Revenge; 
USN - Alaska (BC), Guam (BC), Nevada, New Mexico (1930), Pennsylvania (1930), Tennessee (1941).

#### BB2
IJN - Fuso, Ise (1937);
KM - Gneisenau, O Project;
RN - Hood, Repulse, Queen Elizabeth; 
USN - Colorado, New Mexico (1945), Pennsylvania (1943), Tennessee (1945).

#### BB3
IJN - Nagato;
KM - Bismark, O Project II;
RN - King George V, Nelson, Prince of Wales 
USN - Noth Carolina, South Dakota.

#### BB4
IJN - Yamato;
KM - H39 Class;
RN - Lion I,Vanguard
USN - Iowa.

#### BB5
IJN - Super Yamato;
KM - H44 Class;
RN - Lion II; 
USN - Montana;
MN - Alsace;
URRS - Sovietsky Soyuz;
RM - Vittorio Veneto.

#### BB6
IJN - Amagi;
KM - Kaiser;
RN - Queen Victoria; 
USN - Nebraska;
MN - Charlemagne;
SN - Project 24;
RM - Progetto UP41.

#### Premium Battleships
Si tratta di corazzate particolari, reperibili solo dietro acquisto sul sito di Navy Field, come gli equivalenti Premium Light ed Heavy Cruisers.
IJN - B65 Project;
KM/RM - Andrea Doria;
RN/MN - Dunkerque; 
USN/SN - Sevastopol

### Unità nuove nazioni
Da poco più di sei mesi sono state annunciate altre tre nazioni, rispettivamente Francia, Italia ed URSS, ognuna con delle unità proprie che andranno ad affiancare quelle già esistenti.
Questo aggiornamento fa pensare ad un'espansione di Navy Field in vista dello slittamento di alcuni anni, del progetto Navy Field 2, rimandanto al 2012.

### Portaerei - Carrier Vessels CV
Unità che, nella flotta d'assalto giocano un ruolo fondamentale quasi alla stegua delle corazzate, sono unità che, grazie alla tipologia di velivoli imbarcati, risultano essere più o meno efficaci contro le altre tipologie di unità.
In genere, quando capitano nel campo di tiro delle unità di superfici, le CV (divise in 5 categorie, in modo analogo alle BB) prive di armamento difensivo e/o efficace (CV1, CV2 e CV3), sono facile bersaglio, anche se la forza aerea non è da sottovalutare nelle mani di un giocatore esperto.
CV base caccia: sono particolarmente efficaci contro le unità aeree come bombardieri e scouts;
CV base aerosiluranti: molto efficaci contro unità di superficie leggere come DD e CL e CA, anche se la contraerea automatica (soprattutto della USN) tende ad abbattere gli aerei prima che il giocatore abbia sganciato le salve di siluri, e contro i sommergibili, quando individuati;
CV base bombardieri (Dive Bombers): molto efficaci contro le unità di superficie medie e pesanti, come CVs, BCs e BBs, poiché la loro stazza e lentezza li rendono bersagli facili, o quasi, da colpire in picchiata ed affondare.

### Sommergibili - Submarines SS
Introdotti da poco più di un anno, sono presenti tre classi, distinte in SS1, SS2,SS3 ed ss4; questi ultimi, hanno, al momento della loro introduzione, suscitato l'indignazione dei giocatori poiché risultavano difficili da colpire ed affondare dalle unità di superficie, sia con i siluri che con le cariche di profondità (basti pensare che gli SS3 della Kriegsmarine, i Type VIIC erano capaci di affondare una BB4 con tre siluri, quando una nave equivalente doveva eseguire più colpi concentrati per sortire lo stesso effetto).
Le successive patches hanno riequilibrato gli scompensi e ridotto il gap, rendendole unità si pericolose, ma non impossibili da mettere fuori combattimento.
La sopravvivenza dei sommergibili dipende, oltre dallo schivare i siluri e le bombe di profondità nemiche, anche di rimanere in emersione lontano dalle unità di superficie, contro cui sono particolarmente vulnerabili.

## Equipaggio
L'organico di bordo è importante ai fini di uscire vittoriosi e con meno danni possibili dagli scontri navali.
Lo sviluppo dell'equipaggio, come quello delle unità, è affidato ad un sistema ad albero, che, in base alla nazionalità scelta, presenta peculiarità e classi particolari e/o uniche di marinai.
Si distinguono principalmente sette classi di equipaggi:
1. Sailor: generico marinaio, con o senza nazionalità (selezionabile dal livello 12 in su), senza particolari bonus di classe in un'abilità specifica;
2. Radio Operator: marinaio specifico per le comunicazioni (selezionabile al livello 6), che vi permette di contattare gli altri giocatori via sussurri, creare delle liste di amici, entrare nei clan o fondarne uno (quando raggiunti i requisiti di livello, crediti e punti);
3. Bridge Operator (B.O.): marinaio specifico per il comando della nave (selezionabile al livello 12, dopo la nazione) e l'acquisto delle unità di superficie o sottomarine, in funzione del percorso scelto (alcuni sono a senso unico, altri si sdoppiano per poi congiungersi a livelli più o meno avanzati); caratteristica fondamentale: Potential (potenziale);
4. Armament Sailor: marinaio addetto agli armamenti, distinguibile successivamente in cannoniere (Gunner), silurista (Torpedo Man) ed addetto alla contraerea (AA Gun). A livelli più alti, dopo la selezione tra i tre modelli e sottocategorie, in funzione della nazione scelta, si hanno ulteriori classificazioni, ad esempio: USN - Arm. Sailor lvl (level - livello) 12 -> Accuracy Gunner lvl 22 (cannoniere per accuratezza di tiro) -> Accuracy Heavy Gunner lvl 42 (cannoniere armi medie per accuratezza di tiro) -> Accuracy Huge Gunner lvl 65 (cannoniere armi pesanti per accuratezza di tiro) oppure USN - Arm. Sailor lvl 12 -> Reload Gunner lvl 22 (cannoniere per rapidità di ricarica) -> Reload Heavy Gunner lvl 42 (cannoniere armi medie per rapidità di ricarica) -> Reload Huge Gunner lvl 65 (cannoniere armi pesanti per rapidità di ricarica) o misto. Caratteristiche fondamentali: Accuracy (accuratezza/mira), Reload (ricarica), Torpedo (puntamento e lancio siluri), AA Gun (AAW) (contraerea);
5. Special Force: marinai appartenenti ai corpi dell'aeronautica imbarcati, necessari per costruire le forze da sbarco, paracadutisti (entrambi fondamentali per l'Harbour Assault) e gli equipaggi imbarcati sui ricognitori (Scouts), caccia (Fighters), bombardieri (Dive Bombers o DB) e Aerosiluranti (Torpedo Bombers). Caratteristiche fondamentali: Aircraft (abilità di pilotaggio), Attack (attacco), Bomber (bombardamento);
6. Support Sailor: marinai di supporto, addetti alle riparazioni, ricostruzioni e mantenimento dell'efficienza dei motori, ovvero Repairer, Restorer ed Engineer. Caratteristiche fondamentali: Repair (riparazione), Restore (ricostruzione), Engine (meccanica). A questi, con l'introduzione dei sommergibili, si affiancano il Planesman (responsabile stivaggio area respirabile) e Sonarman (addetto al sonar) con caratteristica fondamentale il Potential (potenziale); Il Sonarman può essere usato anche sulle unità di superficie, sino alle CA, per individuare sommergibili in immersione.
7. 2nd Seaman: marinai specializzati nell'incremento dell'efficienza generale della nave e del suo equipaggio e medici. Caratteristica fondamentale: Potential (potenziale).

## Nazioni
Al dodicesimo livello, ogni unità dell'equipaggio deve scegliere una nazionalità di appartenenza ed una mansione per poter progredire e specializzarsi: ogni nazionalità, come specializzazione, è peculiare e presenta dei bonus/malus a differenza delle controparti equivalenti.

### Neutrale
In questa nazione, con cui si inizia a giocare, si hanno a disposizione solo fregate (FF, 4 in tutto, alcune con refit/rimodellamenti) e cacciatorpediniere (DD, 2 in tutto, con diversi refit).
Risultano sostanzialmente molto vulnerabili alle altre tipologie di DD delle quattro nazioni disponibili; di particolare utilità risultano essere le fregate, soprattutto quelle ad alti livelli, denominate X ed Y: molto veloci e resistenti, ottime per sfuggire ai siluri e compiere incursioni nel territorio nemico per ampliare il raggio visivo del proprio team.

### Royal Navy
La Flotta di Sua Maesta Britannica dispone delle corazzate più resistenti e che infliggono maggior danno in battaglia, a scapito della tipologia di armatura supplementare che costa sensibilmente di più rispetto alle altre nazioni, anche se presenta un rapporto spazio/tonnellaggio inferiore (a parità di spazio, si può imbarcare più corazzatura); inoltre, l'accesso alle unità CA, BC e BB avviene a livelli inferiori rispetto alle navi di altre nazioni.
Dal punto di vista dell'equipaggio, il bonus consiste nei Supports Sailors: presentano valori maggiori e sono molto efficienti, recuperando più velocemente i danni, facendo incassare colpi critici (non riparabili) in maniera inferiore.
Di contro, non sono presenti Armament Sailors della categoria Reload e gli addetti ai siluri peccano di velocità di ricarica e raggio di azione, a favore di una maggiore potenza della carica dei siluri stessi.
Inoltre, è l'unica flotta in grado di montare sulle proprie unità torrette quadrinate e mitragliatrici antiaeree di grosso calibro.

### United States Navy
La Flotta Americana dispone di unità più bilanciate, anche se risulta favorita nella contraerea, grazie alla presenza di un sistema di puntamento coassiale che facilita il puntamento e l'abbattimento dei velivoli nemici.
Dalla tipologia di unità, presentano la miglior tipologia di incrociatori leggeri e pesanti, mentre le corazzate risultano meno potenti rispetto a quelle delle altre nazioni, fatta eccezione per quelle di seconda (BB2), quinta (BB5) e sesta (BB6) generazione.
Le unità americane montano torrette che infliggono più danni rispetto agli equivalenti delle altre nazioni per via della maggior ampiezza dell'angolazione, anche se, tuttavia, la disponibilità è ridotta ad un massimo di torrette trinate da 16" (pollici).
Le portaerei americane imbarcano unità aeree che presentano un maggior vantaggio rispetto alle controparti inglesi e dell'Asse, in quanto a potenza di fuoco e resistenza.
Dispongono di ottimi piloti ed Armament Sailors, soprattutto in ambito della velocità di ricarica ed accuratezza.

### Imperial Japanese Navy (IJN)
La Flotta Imperiale dispone di unità navali dotate di cannoni di grosso calibro che raggiungono le dimensioni di 20" ed, inoltre, di una varietà sostanziosa di unità di siluranti (Torpedo Boats o TB), oltre ad essere molto veloci e manovrabili.
Le portaerei trasportano velivoli molto veloci e con un'autonomia molto maggiore rispetto a quelle delle altre nazioni: non a caso, la IJN, viene scelta per sviluppare il ramo delle portaerei o delle siluranti.
Anche le unità sottomarine presentano, a parità delle altre nazioni, un maggior carico di siluri e bocche da fuoco, anche se peccano in velocità e resistenza.

### Kriegsmarine
La Kriegsmarine è quasi la controparte della Royal Navy, anche se le unità di superficie di grossa stazza non risultano altrettanto resistenti.
Peculiarità fondamentale è l'ampia gittata dei cannoni, superiore anche a quelli della USN, anche se questo viene pagato con il danno inflitto, minore, ed il numero di canne disponibile nei cannoni di grosso calibro, limitato a due.
Tuttavia, presentano DD migliori, CL e CV molto competitive.

### French Marine Nationale
La French Marine Nationale, come la USN, è estremamente bilanciata ma presenta diverse peculiarità importanti. 
Le navi della MN hanno una gittata limitata rispetto alle altre nazioni, ma l'elevato numero di bocche di fuoco e velocità di ricarica garantiscono un elevato potere distruttivo. Strutturalmente, le navi francesi sono relativamente bilanciate ma l'armatura è poco efficace; questo è compensato da ottimi sistemi motore, elevata velocità e resistenza al surriscaldamento. 
La MN dispone inoltre di un'efficace contraerea di lunga gittata oltre che ottimi aerei da caccia e ricognizione.

### Soviet Navy (SN)
Lunga gittata dei cannoni e velocità di fuoco sono i due punti di forza della marina sovietica. Di contro, le navi della SN possono contare su una pessima e limitata corazzatura.
In aria, la Soviet Navy dispone di ottimi aerei e piloti bombardieri.

### Regia Marina (RM)
La Regia Marina italiana conta su navi bilanciate e con caratteristiche nella media: buona corazzatura, potenza di fuoco, gittata e velocità. 
La vera particolarità è il piccolo calibro dei cannoni, solo 16" come massimo per la BB6, che tuttavia sono estremamente efficaci sfruttando elevata cadenza di fuoco e un basso alzo per andare a colpire al disotto delle armature nemiche.
Tra i marinai della RM vanno sicuramente citati gli ottimi Repairers.